# 14. skupina
Prvky 14. skupiny (také 4. hlavní skupina, skupina uhlíku nebo tetrely) jsou uhlík (C), křemík (Si), germanium (Ge), cín (Sn), olovo (Pb) a flerovium (Fl). Tato skupina leží v bloku p periodické tabulky a její prvky mají čtyři valenční elektrony. Elektronová konfigurace jejich valenční elektronové slupky je ns2np2. Díky tomu preferují tvorbu sloučenin v oxidačním stavu II. a IV.
Prvky této skupiny mají velmi odlišné chemické a fyzikální vlastnosti, protože skupina je rozdělena na dvě části dělicí čárou mezi kovy, polokovy a nekovy. První prvek skupiny uhlík je nekov, následující dva křemík a germanium jsou polokovy a zbylé cín, olovo a flerovium jsou kovy.
Uhlík, cín a olovo byly dobře známé již ve starověku spolu se sírou, železem, mědí, rtutí, stříbrem a zlatem.
Chemie uhlíku, především sloučeniny jejichž skelet tvoří řetězce C-C, je z velké částí předmětem studia organické chemie. U křemíku je ochota k řetězení nižší.

## Etymologie
- Název skupiny tetrely je odvozen z latinské předpony tetra (čtyři) a odkazuje na čtyři valenční elektrony, které všechny tyto prvky mají ve svých valenčních slupkách.

- Název uhlíku (latinsky carbonium nebo carboneum) pochází z latinského slova carbo, což znamená dřevěné uhlí.
- Křemík (latinsky silicium) pochází z latinského slova silex nebo silicis, což znamená pazourek.
- Germanium pochází ze slova germania, což je latinský výraz pro Německo, kde bylo germanium objeveno.
- Cín se latinsky nazývá stannum.
- Olovo se latinsky nazývá plumbum.
- Flerovium bylo pojmenováno na počest svého objevitele ruského fyzika Georgije Nikolajeviče Fljorova.

## Historie
- Uhlík byl známý ve formě sazí a dřevěného uhlí již v nejranějších civilizacích. Ve formě dřevěného uhlí byl vyráběn již za římských časů stejným postupem jako dnes - zahříváním dřeva v kupoli pokryté hlínou bez přístupu vzduchu. Diamanty byly známy pravděpodobně již v roce 2500 př. n. l. v Číně. V roce 1722 René Antoine Ferchault de Réaumur demonstroval, že železo bylo přeměněno na ocel absorpcí nějaké látky, nyní známé jako uhlík. V roce 1772 Antoine Lavoisier ukázal, že diamanty jsou formou uhlíku. V roce 1786 francouzští vědci Claude Louis Berthollet, Gaspard Monge a C. A. Vandermonde ve své publikaci navrhli název carbone (latinsky carbonum) pro prvek v grafitu. Antoine Lavoisier pak uvedl uhlík jako prvek ve své učebnici z roku 1789.

- Křemík ve formě skalního křišťálu (bezbarvá odrůda křemene) byl znám již starým Egypťanům, kteří ho používali pro na korálky a malé vázy. Výroba skla obsahujícího oxid křemičitý byla prováděna Egypťany a Féničany již v roce 1500 př. n. l. Mnoho přirozeně se vyskytujících sloučenin nebo silikátových (křemičitých) minerálů bylo lidmi používáno v různých druzích malty pro stavbu obydlí již od starověku. Amorfní elementární křemík byl poprvé získán čistý v roce 1824 švédským chemikem Jönsem Jacobem Berzeliem. Krystalický elementární křemík byl získán až v roce 1854 jako produkt elektrolýzy.
- Germanium je jedním ze tří prvků, jejichž existence byla předpovězena v roce 1869 ruským chemikem Dmitrijem Ivanovičem Mendělejevem. Již v roce 1885 objevil horník ve stříbrném dole vzorek nového minerálu, který byl předán Clemensi A. Winklerovi. Ten určil ze 75 % stříbro, z 18 % síry a ze 7 % dosud neobjevený prvek. Po několika měsících prvek izoloval a určil, že se jedná o 32 prvek v periodické tabulce prvků - germanium.
- Historie cínu úzce souvisí s bronzem, neboť slitiny mědi a cínu byly používány prehistorickým člověkem ještě před izolací čistého kovu. Bronzy byly běžné v rané Mezopotámii, údolí Indu, Egyptě, na Krétě, v Izraeli a Peru. Většina cínu používaného ranými středomořskými národy zřejmě pocházela z ostrovů Scilly a Cornwallu na Britských ostrovech.Cínové doly existovaly také v inckých i aztéckých oblastech Jižní a Střední Ameriky ještě před objevem Španěly.
- Olovo je často zmiňováno v raných biblických záznamech. Sloučenina známá jako bílé olovo byla zřejmě připravena jako dekorativní předmět již v roce 200 př. n. l. Babyloňané používali kov jako desky, na které se zaznamenávaly nápisy. Římané používali olovo na vodní dýmky nebo mince. Jako kuchyňské náčiní způsobovalo otravu již v době Augusta Caesara.
- První pokus o objev flerovia, tehdy označovaného jako prvek 114, byl proveden v roce 1969 ve Spojeném ústavu jaderných výzkumů v Dubně, ale byl neúspěšný. V roce 1977 výzkumníci téhož ústavu bombardovali atomy plutonia 244 vápníkem 48, ale opět neúspěšně. Až v roce 1998 byla proveden úspěšná jaderná reakce za vzniku flerovia. V roce 2012 byl tento prvek nazván flerovium na počest svého objevitele ruského fyzika Georgije Nikolajeviče Fljorova.

## Vlastnosti
- Všechny prvky 14. skupiny mají čtyři elektrony ve valenční vrstvě. Elektronová konfigurace jejich valenční elektronové slupky je ns2 np2. Díky tomu preferují tvorbu sloučenin s oxidačním číslem II. a IV.
- Prvky v této skupině mají velmi odlišné chemické a fyzikální vlastnosti. První prvek skupiny uhlík je nekov, následující dva křemík a germanium jsou polokovy, cín, olovo a flerovium jsou kovy.
- S rostoucím atomovým číslem se zvyšuje atomová hmotnost, atomový poloměr a iontový poloměr.
- Hustota grafitu (C) a křemíku je cca 2,3 kg/dm3, olovo má 11,34 kg/dm3.
- Pro tyto prvky existuje široká škála Mohsovy stupnice tvrdosti, od maximální 10 pro diamant až po minimální 1,5 pro cín.
- Cín má nejvyšší elektrickou vodivost 9,17 MS/m, zatímco křemík má nejnižší 25,2 MS/m.
- 1. ionizační energie klesá s rostoucím atomovým číslem z 11,26 eV pro uhlík na 7,34 eV pro cín. Olovo má opět mírně zvýšenou hodnotu 7,42 eV.
- Elektronegativita má tendenci klesat s rostoucím atomovým číslem z 2,5 (C), 1,7 (Si) na 1,6 (Pb).

| Element   | Atomová hmotnost | Bod tání (K) | Bod varu (K) | Hustota (kg /m3) | Mohsova tvrdost | Elektrická vodivost (S/m) | Elektronegativita |
| --------- | ---------------- | ------------ | ------------ | ---------------- | --------------- | ------------------------- | ----------------- |
| Uhlík     | 12,011           | 3823         | 5100         | 2250 až 3510     | 0,5 až 10,0     | 10−4... 10+6,5            | 2,5               |
| Křemík    | 28,086           | 1683         | 2628         | 2330             | 6,5             | 2,52 · 10−4               | 1,7               |
| Germanium | 72,59            | 1211         | 3093         | 5323             |                 | 1,45                      | 2,0               |
| Cín       | 118,71           | 505          | 2875         | 7310             | 1,5             | 9,17 · 106                | 1,96              |
| Olovo     | 207,20           | 601          | 2022         | 11340            | 1,5             | 4,81 · 106                | 1,6               |

## Chemické reakce

### Základní reakce
Vzhledem k velkým rozdílům v rámci skupiny je obtížné specifikovat obecné chování těchto prvků při chemických reakcích. V následujících základních chemických rovnicích představuje E prvek ze skupiny uhlíku.
- Reakce s kyslíkem:

E + O2 → EO2
Nejdůležitější reakcí je tvorba příslušného oxidu uhličitého z uhlíku. Kromě čtyřmocných oxidů jsou známy také dvojmocné oxidy. Stabilita dvojmocných oxidů se zvyšuje s rostoucím atomovým číslem, zatímco stabilita čtyřmocných oxidů mírně klesá.
- Reakce s vodíkem (bez tvorby řetězců, není spontánní):

E + 2 H2 → EH4
- Reakce s vodou. Žádný ze skupinových prvků nereaguje s vodou.
- Reakce s halogeny, jako příklad s použitím chloru:

E + 2 Cl2 → ECl4
E + Cl2 → ECl2
Uhlík, křemík a germanium reagují pouze za vzniku tetrachloridů (uhlík vytváří tetrachlormethan). S cínem jsou možné chloridy SnCl4 a SnCl2. Olovo tvoří pouze dichlorid PbCl2.

### Řetězení

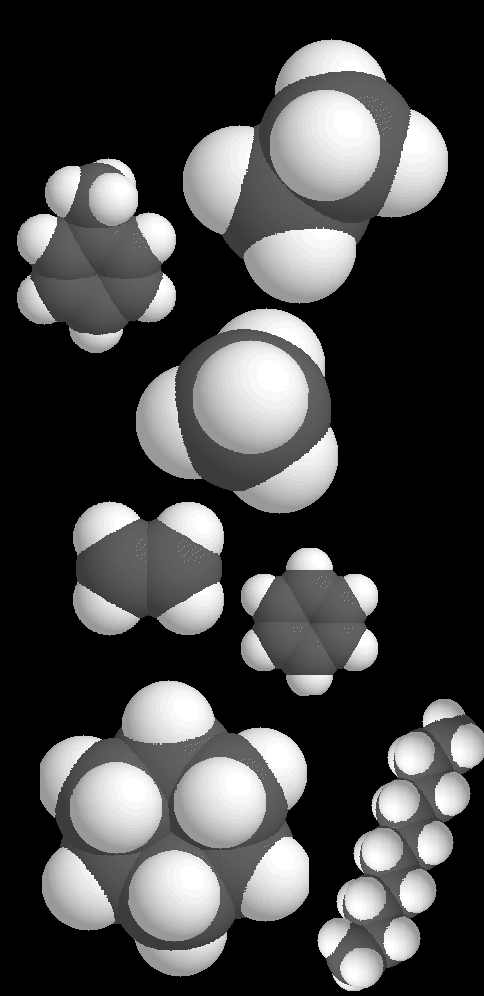
Příklady modelů molekul uhlovodíků

Charakteristickým rysem prvků 14. skupiny je jejich schopnost tvořit vodíkové sloučeniny s dlouhým lineárním řetězcem se vzorcem:
XH3-(XH2)n-XH3
Kruhové formace jsou také možné a mají vzorec:
(XH2)n
Všechny atomy vodíku jsou v těchto sloučeninách kovalentně vázány. Jejich stabilita klesá s rostoucím atomovým číslem prvku. Sloučeniny s řetězci uhlíku a křemíku s vodíkem jsou důležité a mají své názvy, ostatní prvky skupiny tvoří nestabilní sloučeniny:
- Uhlovodíky - skupina uhlovodíků je nejrozsáhlejší, protože neexistují téměř žádné limity pro počet vazeb uhlíku C-C, a tím i pro délku jejich řetězce. Další specifickou vlastností uhlíku je jeho schopnost vytvářet stabilní dvojné a trojné vazby. Uhlovodíky a jejich deriváty se zabývá organická chemie .
- Silany - v případě křemíku je schopnost vytvářet řetězce omezena na maximálně 15 vazeb Si-Si. Dvojné nebo dokonce trojné vazby jsou nestabilní, a ani silany s jednoduchou vazbou nepatří mezi nejstabilnější sloučeniny.
- Germanium je schopno vytvořit maximálně devět vazeb Ge-Ge. To samozřejmě výrazně omezuje možnosti sloučenin.
- Cín je schopen pouze jedné vazby Sn-Sn. Proto existují pouze dvě sloučeniny této třídy SnH4 a SnH3-SnH3.
- Olovo nemá schopnost vytvářet řetězce. Je známá pouze sloučenina PbH4, ale je nestabilní.

## Výskyt v přírodě

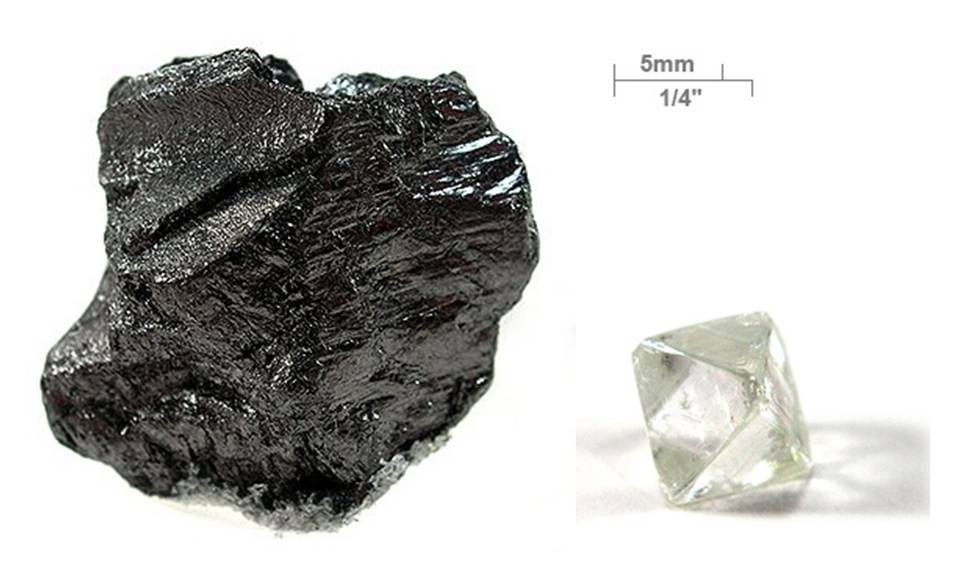
Uhlík (grafit a diamant)

Zemská kůra se skládá z 27,7% prvků uhlíkové skupiny. Z toho 99,8% je křemík, druhý nejhojnější prvek v zemské kůře (po kyslíku).

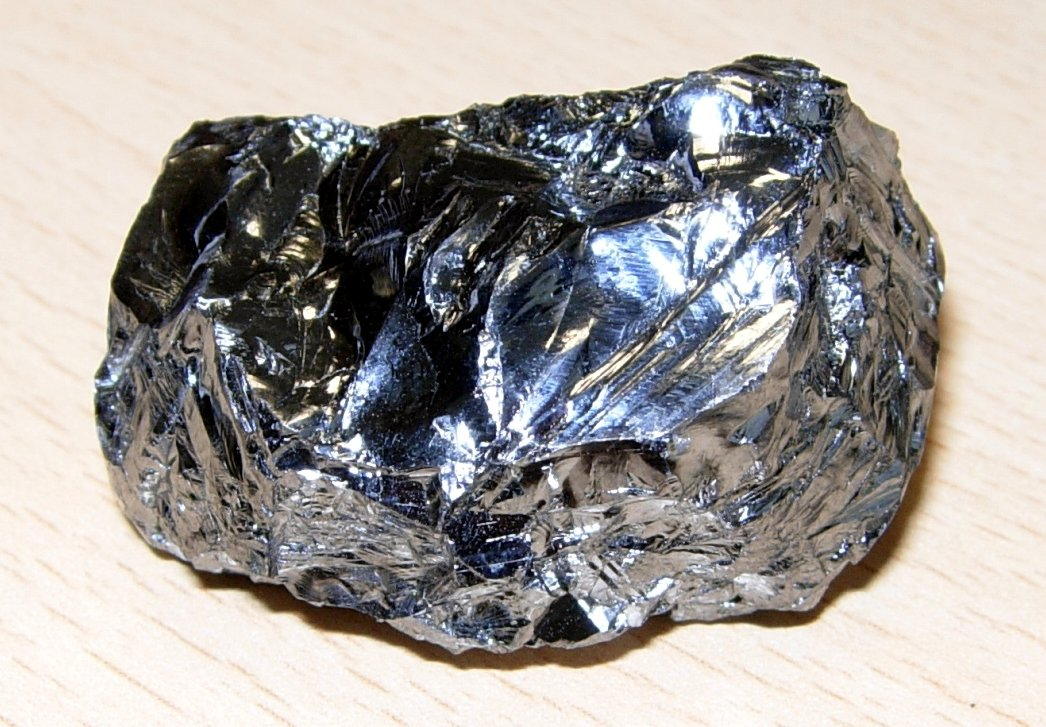
Křemík

Zbývajících 0,2 % se dělí takto:
- 99,1 % uhlíku
- 0,94% olovo
- 0,02% cín
- 0,01% germanium

## Jednotlivé prvky

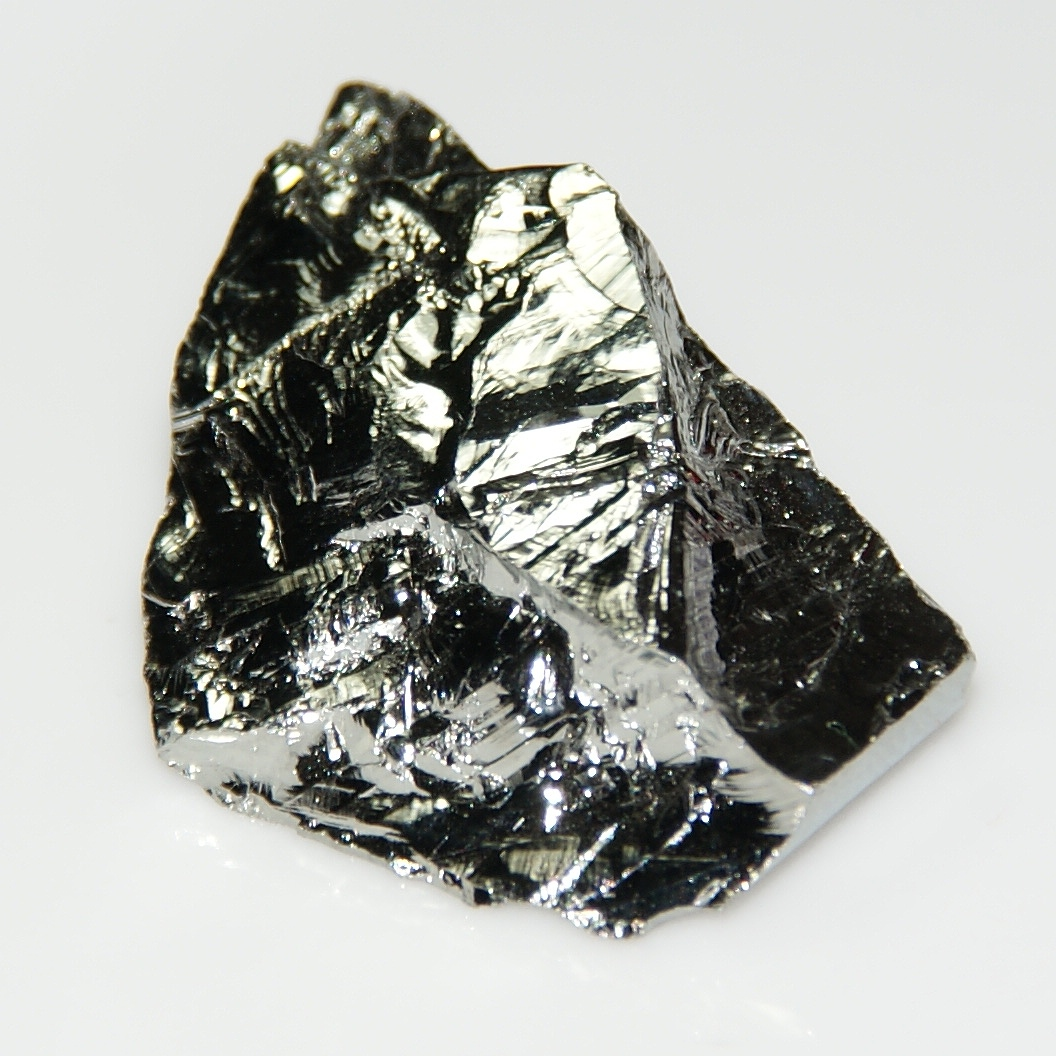
Germanium

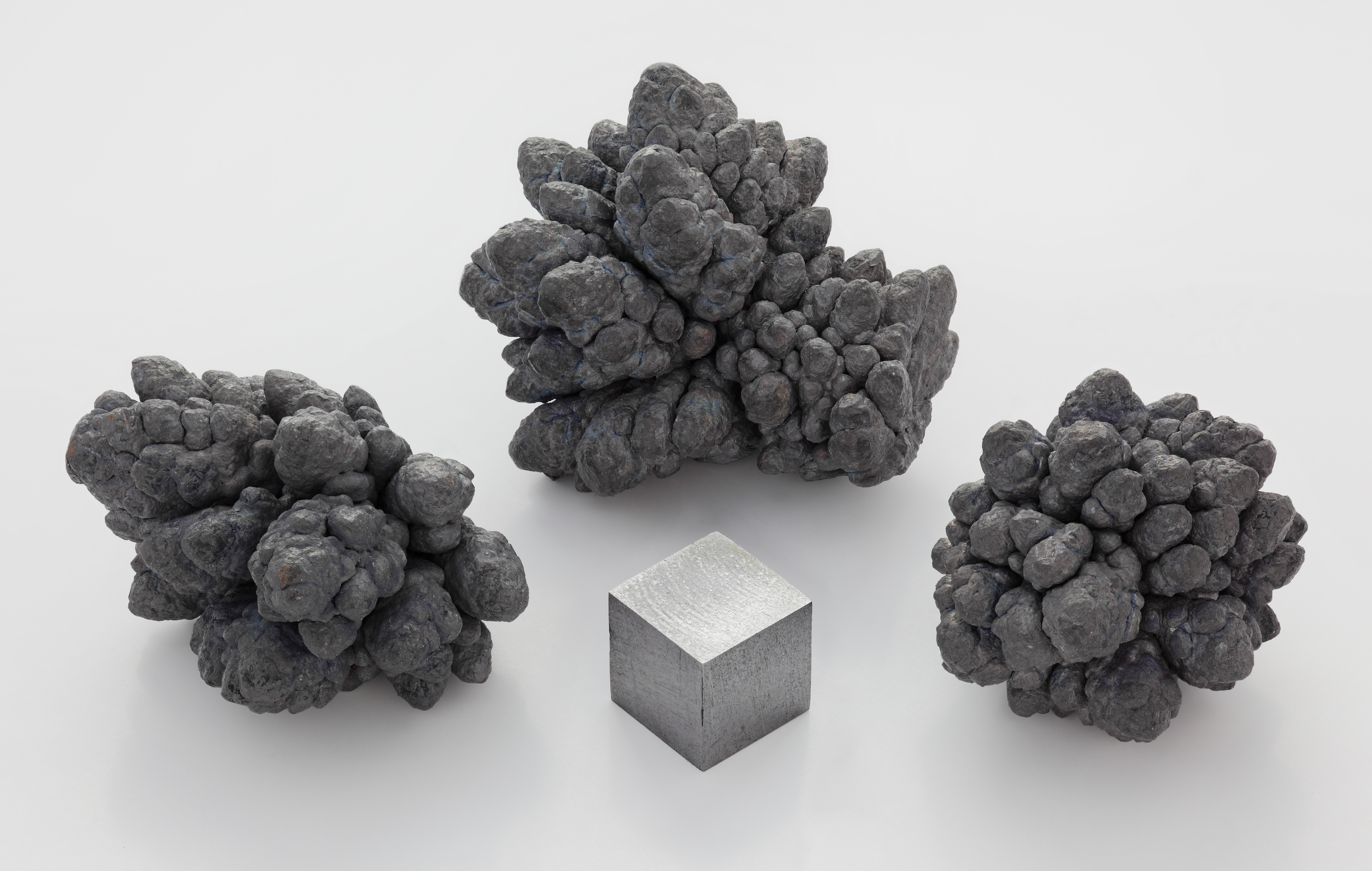
Olovo

- Uhlík je nekov a vyskytuje se v organických i anorganických sloučeninách. Díky své unikátní vlastnosti řetězení se stal základním stavebním kamenem prakticky všech organických sloučenin a tím i všech živých organismů na této planetě. V současné době bylo popsáno přibližně 10 milionů organických sloučenin. V anorganické chemii mají jeho sloučeniny nezastupitelnou úlohu v energetice. Fosilní paliva jako zemní plyn a uhlí slouží jako energetický zdroj pro výrobu elektřiny a vytápění. Ropa je nezbytná pro výrobu mnoha chemických látek a především pro spalovací motory automobilů.

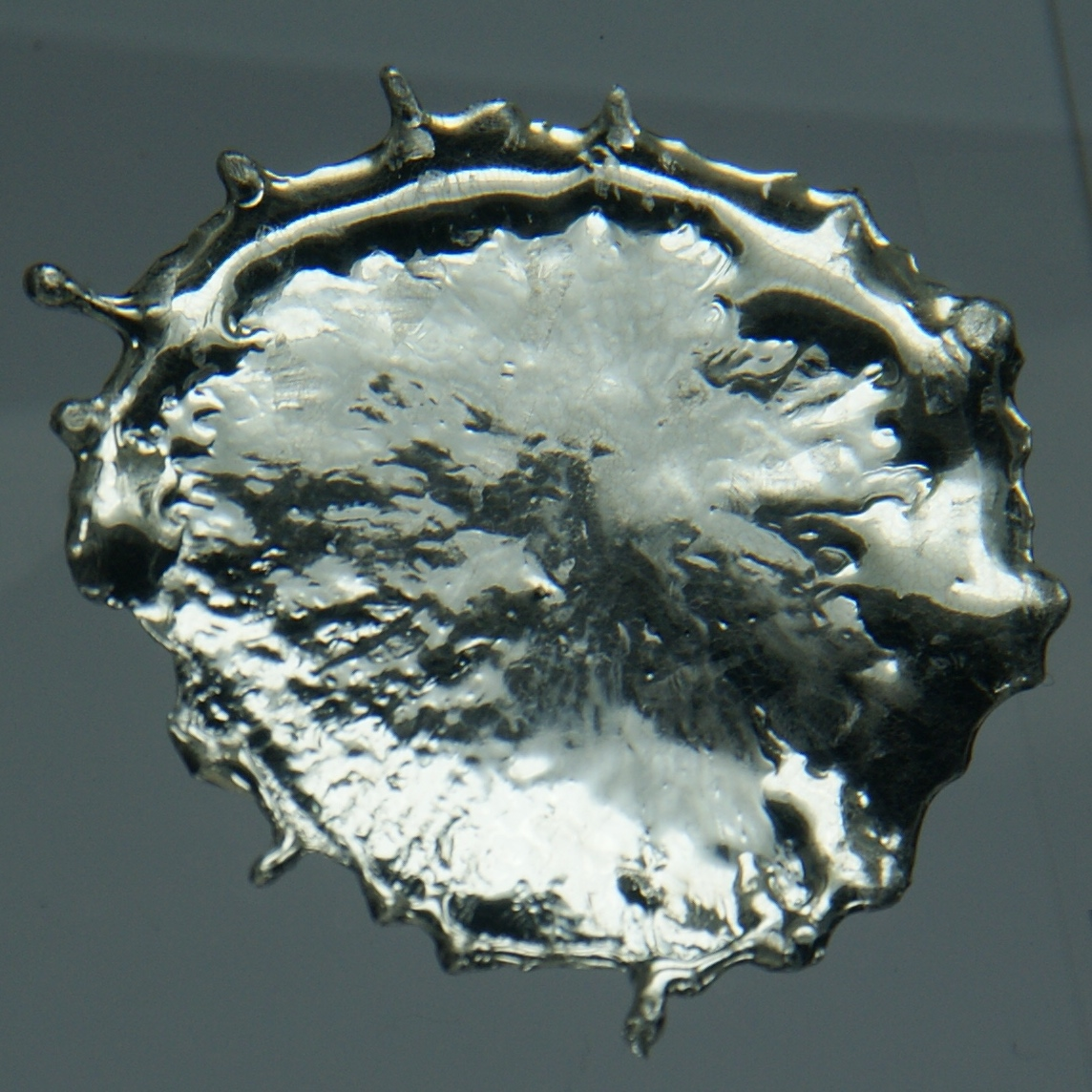
Cín

- CínKřemík je polokovový prvek, hojně se vyskytující v zemské kůře. Slouží jako základní materiál pro výrobu polovodičových součástek, ale i jako základní surovina pro výrobu skla a významná součást keramických a stavebních materiálů.
- Germanium je vzácný šedobílý polokovový prvek. V pevném skupenství se germanium chová jako polovodič, a to jak v krystalické, tak v amorfní fázi. Naproti tomu v kapalném skupenství je germanium kovem, podobně jako například rtuť. Největší uplatnění má v polovodičovém průmyslu.
- Cín patří mezi kovy, které jsou známy lidstvu již od pravěku především jako součást slitiny zvané bronz. Má velmi nízký bod tání a je dobře kujný a odolný vůči korozi. Nachází využití při výrobě slitin (bronz, pájky, ložiskový kov), v potravinářství při dlouhodobém uchovávání potravin (pocínování konzerv, cínové fólie) a při výrobě uměleckých předmětů.
- Olovo je těžký toxický kov, který je znám lidstvu již od starověku. Má velmi nízkou teplotu tání a je dobře kujný i při pokojové teplotě a odolný vůči korozi. Jeho slitiny s cínem, antimonem nebo stříbrem vykazují výborné vlastnosti při tavném spojování kovových předmětů pájením a jako pájky jsou doposud široce používány.
- Flerovium je radioaktivní transuran s protonovým číslem 114. V přírodě se vůbec nevyskytuje, existuje pouze v urychlovačích částic pouze v množství několika částic.